# Deutscher Dom

Ansicht des Deutschen Doms vom Gendarmenmarkt

Der Deutsche Dom am Gendarmenmarkt im Berliner Ortsteil Mitte ist ein Kuppelturm, der in den Jahren 1780–1785 an die Neue oder Deutsche Kirche angebaut wurde. Er wurde im Auftrag Friedrichs II. von Carl von Gontard im Stil des Barock errichtet und liegt gegenüber dem Französischen Dom sowie an der Nordseite der Mohrenstraße. Nach Beschädigung im Zweiten Weltkrieg wurde das Baudenkmal 1983–1996 außen originalgetreu und innen modern wiederaufgebaut. Seit 2002 beheimatet der Deutsche Dom die Parlamentshistorische Ausstellung des Deutschen Bundestags.

## Begriffsherkunft

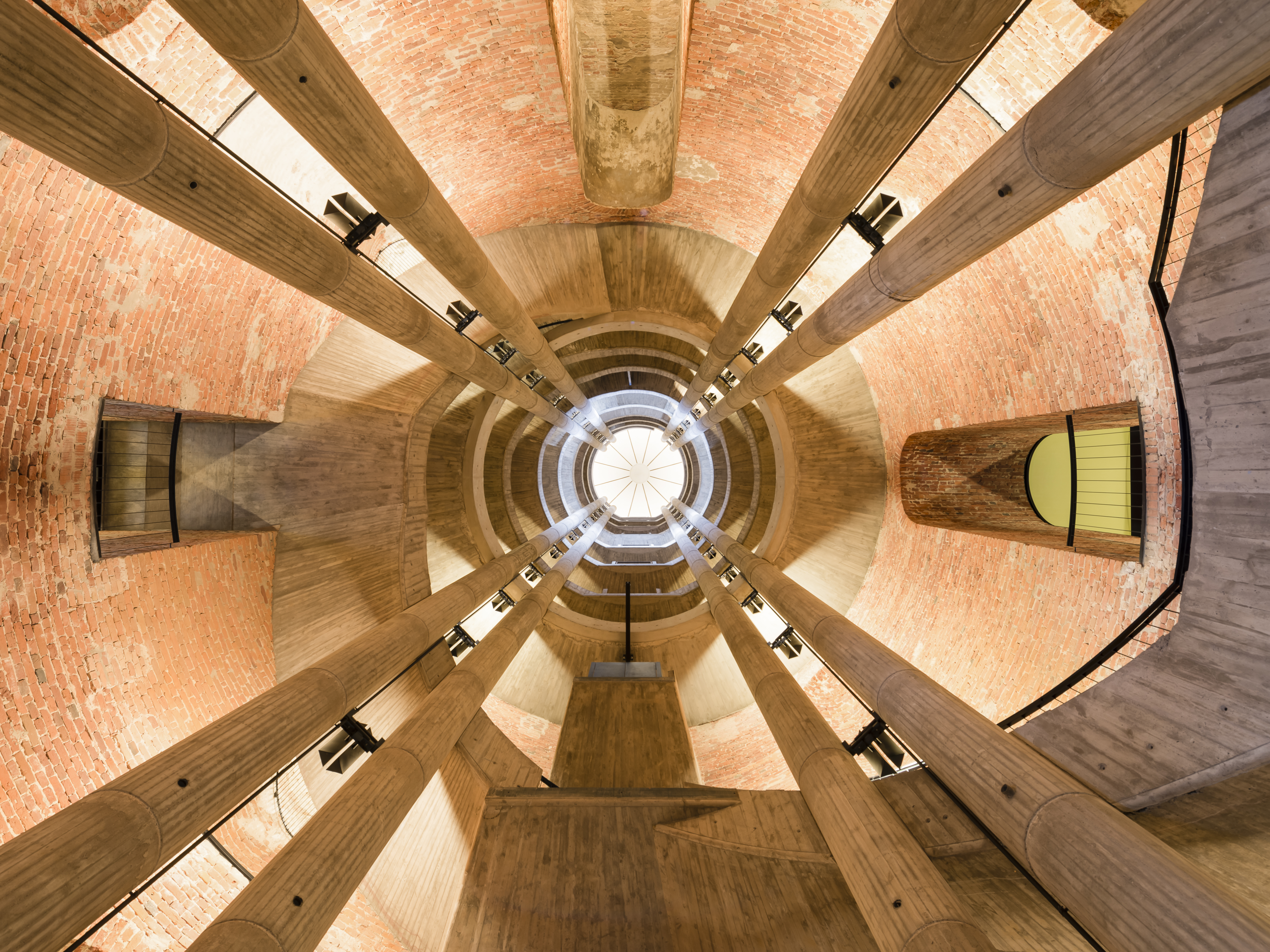
Deutscher Dom – Turminneres

Die Neue oder Deutsche Kirche war 1701–1708 als Simultankirche für die deutsch-reformierte und die lutherische Gemeinde der planmäßig unter König Friedrich I. angelegten Friedrichstadt errichtet worden. Häufig werden diese Kirche und ihr Kuppelturm als Deutscher Dom bezeichnet. Die Bezeichnung Dom für den 1780–1785 errichteten Turm, der keine geistliche Funktion hat, bezeichnet in diesem Fall keine Bischofskirche, sondern kommt von dem französischen Wort dôme, was ‚Kuppel‘ bedeutet. Ebenso verhält es sich mit dem Französischen Dom auf der Nordseite des Gendarmenmarkts, wo die Französische Friedrichstadtkirche seinerzeit für reformierte Glaubensflüchtlinge aus Frankreich, die Hugenotten, errichtet und 1780–1785 ebenfalls mit einem Kuppelturm versehen wurde.

## Geschichte

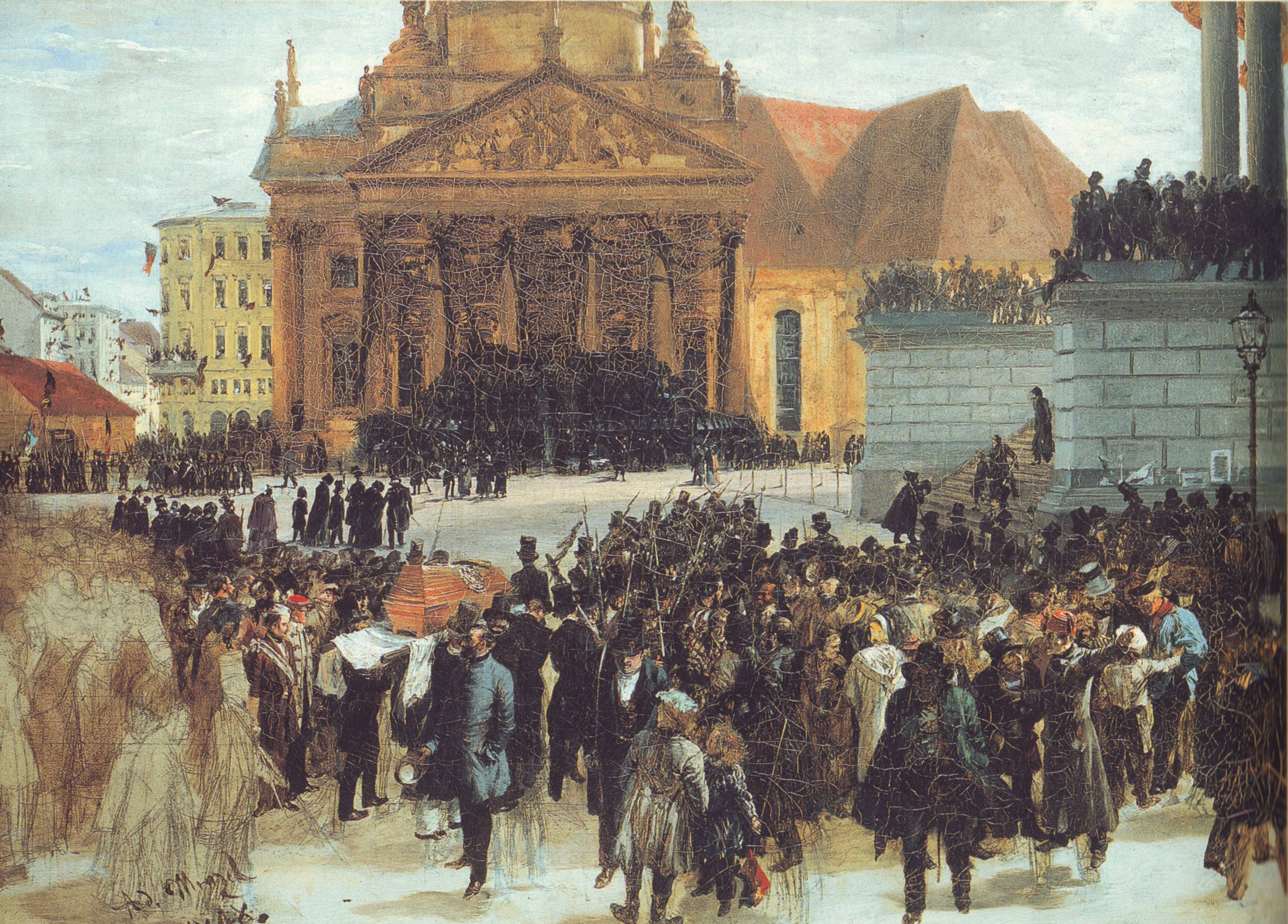
Aufbahrung der Märzgefallenen, unvollendetes Ölgemälde von Adolph von Menzel, 1848

Deutscher Dom und der 1936 umgestaltete Gendarmenmarkt

Die 1701–1708 von Martin Grünberg und Giovanni Simonetti auf einem Teil des Schweizer Friedhofs im Stil des Barock errichtete Neue oder Deutsche Kirche hatte einen Grundriss, der eine Weiterentwicklung desjenigen der Parochialkirche war. Bedeutende Gräber im Innern waren die von Georg Wenzeslaus von Knobelsdorffs und Antoine Pesnes.
Die Kirchengemeinden benutzten zunächst ein Positiv, erst 1752 wurde die Kirche mit einer kleinen, einmanualigen Orgel von Peter Migendt ausgestattet.
Den Kuppelturm errichtete 1780–1785 Carl von Gontard gleichzeitig mit dem spiegelbildlich gegenüberliegenden Turm für die Französische Friedrichstadtkirche nach einer Idee und auf Kosten König Friedrichs des Großen zur Verschönerung des Gendarmenmarktes. Die sich rechts und links neben dem Französischen Komödienhaus erhebenden Bauten sollten mit ihrem an der Aufklärung orientierten Skulpturenprogramm die religiöse Toleranz versinnbildlichen. Städtebauliches Vorbild für die symmetrisch ausgeführten Kuppeltürme der beiden Dome waren möglicherweise das Greenwich Hospital in London oder die Kirchen an der Piazza del Popolo in Rom. Die Gestaltung der palladianischen Kuppeltürme, die anfangs als Kirchenbauten geplant waren, hatte Bezug zu älteren Projekten Friedrichs I. für einen Neubau des Berliner Doms. Als am 28. Juli 1781 während der Bauarbeiten der Turm zusammenstürzte, entließ der König Gontard und betraute Georg Christian Unger mit dem Weiterbau.
Die Kuppel mit einem Durchmesser von etwa 13 m ruht auf einem tempelartigen Rundbau über dem ehemaligen Kirchturm mit einem runden Grundriss. Auf ihrer Spitze steht die vergoldete Statue einer Allegorie auf die Tugend, das Original hatte der Schweizer Bildhauer Heinrich Friedrich Kambly gefertigt. Westlich angeschlossen war der Hauptraum der ehemaligen Neuen oder Deutschen Kirche auf einem fünfeckigen Grundriss, über dem sich ebenfalls eine runde Kuppel wölbt, die einen Durchmesser von rund 23 m aufweist. Die Reliefs an Giebel und Tambour sowie die Nischenfiguren stammen von Constantin Philipp Sartori nach Entwürfen des Malers Bernhard Rode.
1847 lieferte Carl August Buchholz eine neue Orgel unter Verwendung des Gehäuses und einiger Register der Migend-Orgel von 1752. Das neue Instrument besaß zwei Manuale, Pedal und 24 Register.
Nach der Märzrevolution 1848 wurden 183 Opfer der Revolution, die Märzgefallenen, am 22. März auf den Stufen des Deutschen Doms aufgebahrt. Nach einem evangelischen Gottesdienst in der Kirche wurden vor der Kirche kurze Ansprachen von einem evangelischen, einem katholischen und einem jüdischen Geistlichen gehalten, bevor die Särge unter großer Anteilnahme der Berliner Bevölkerung zum Friedhof der Märzgefallenen gebracht und dort beigesetzt wurden.
Eine durchgreifende Umgestaltung in den Jahren 1881/1882 nach Plänen des Architekturbüros von der Hude & Hennicke im Stil des Neobarock überlebten nur Grundriss und Raumgefüge des Kirchenbaus. Der Turmbau diente seither dem Verein für die Geschichte Berlins als Geschäftsstelle, Archiv und Bibliothek. Der Kirchenraum wurde 1882 mit einer Orgel von Wilhelm Sauer ausgestattet, die 37 Register auf drei Manualen und Pedal besaß. Dieses Instrument wurde bereits 1907 ersetzt durch eine neue, sehr viel größere Orgel von Wilhelm Sauer mit vier Manualen und 63 Register.
Ein alliierter Luftangriff beschädigte den Dom am 23. November 1943 schwer durch einen Brand, der auch große Teile der Sammlungen des Vereins für die Geschichte Berlins zerstörte. Bei einem weiteren Bombenangriff am 29./30. Januar 1945 brannte das gesamte Gebäude bis auf die Umfassungsmauern aus.
Die später gesicherte Ruine wurde von 1983 bis 1996 wiederaufgebaut. Zu einem Vollbrand der Kuppel auf rund 200 m² kam es bei Schweißarbeiten am 26. Oktober 1994. Am 2. Oktober 1996 erfolgte die Wiedereröffnung. Durch einen Grundstückstausch geriet der Bau in den Besitz des Staates.

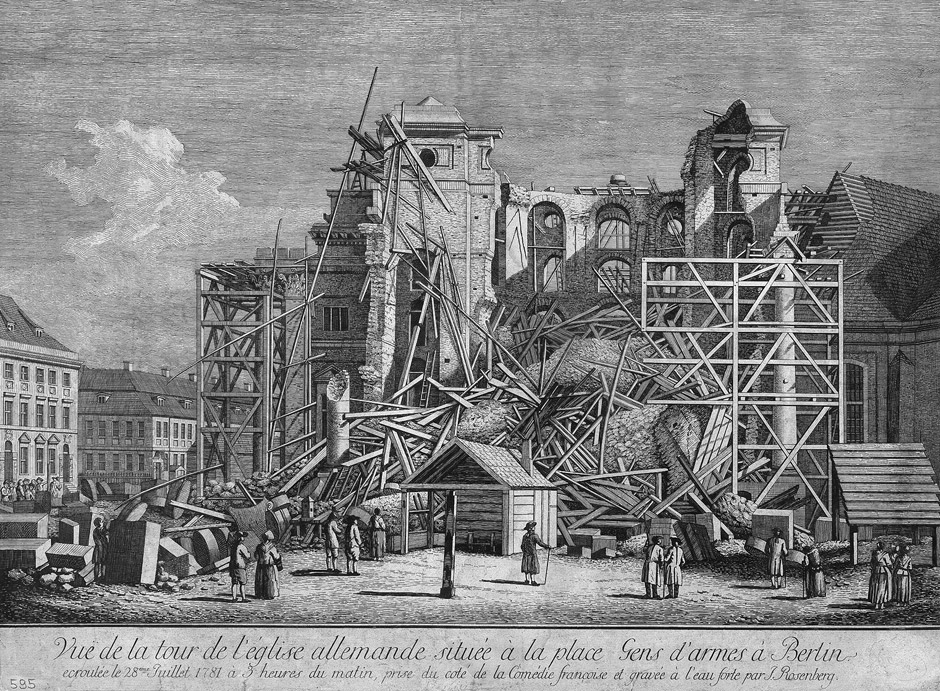
Neue Kirche mit eingestürztem Turm, Zeichnung von 1781
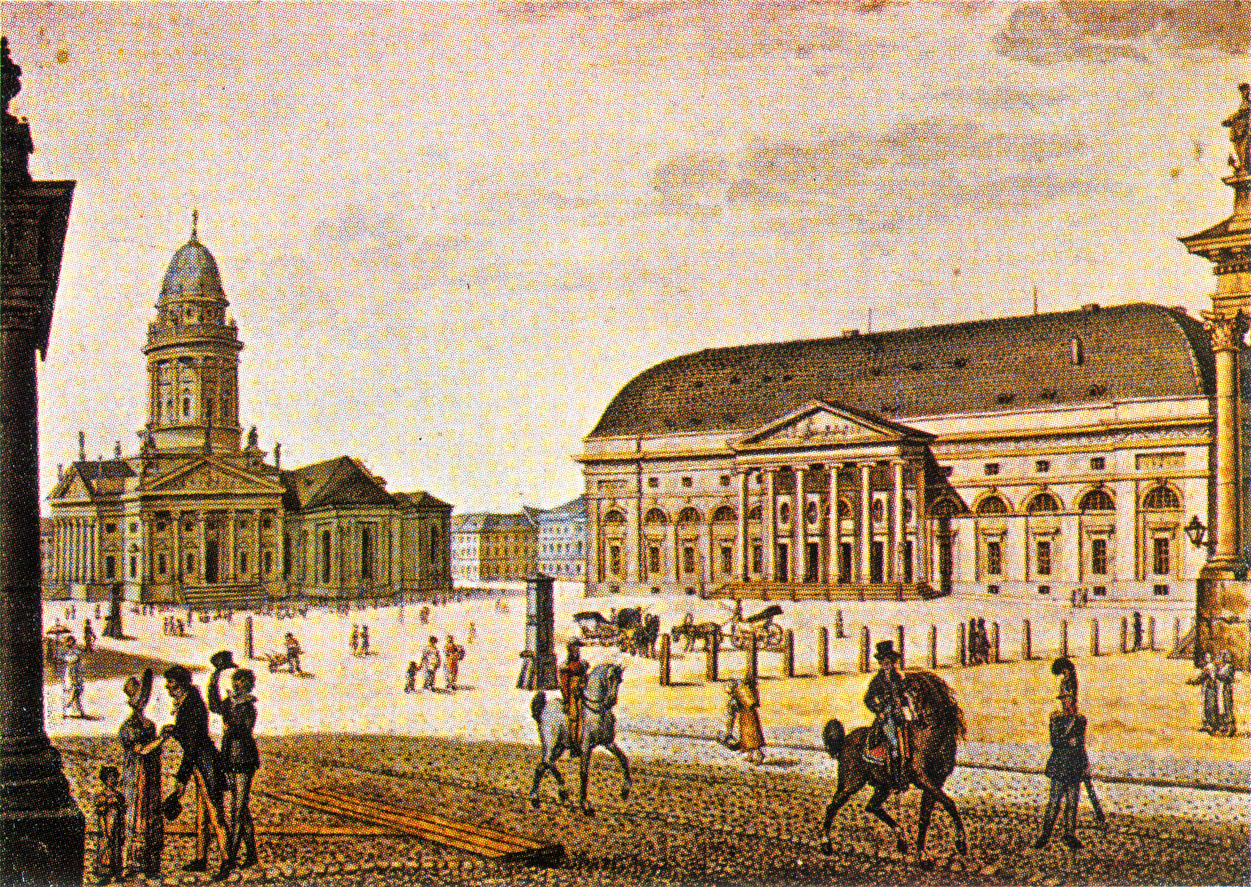
Deutscher Dom und altes Schauspielhaus, Aquarell von 1815
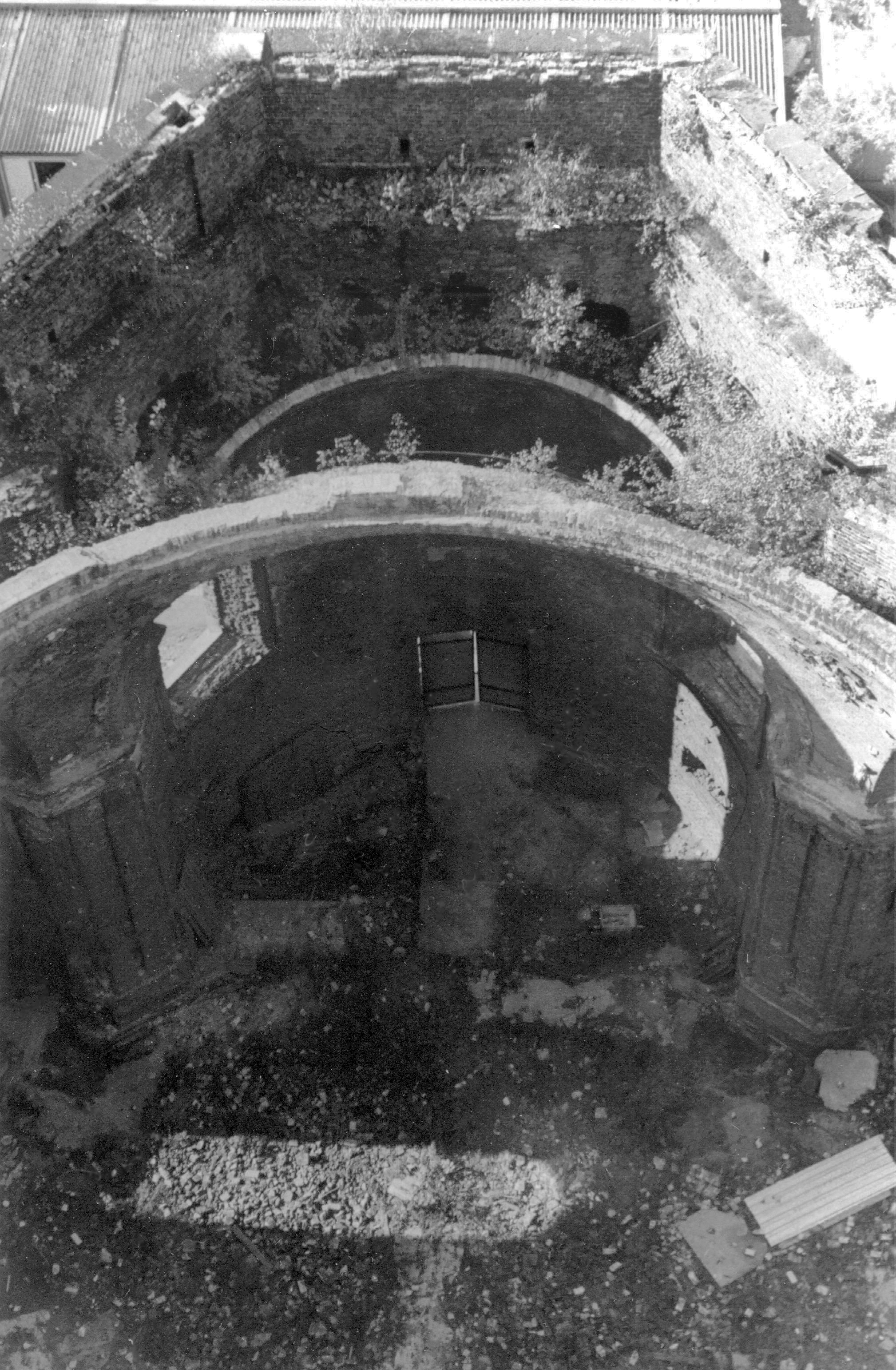
Ausgebrannter Kirchenraum vor Beginn der Restaurierung, 1985
Neue oder Deutsche Kirche von Westen
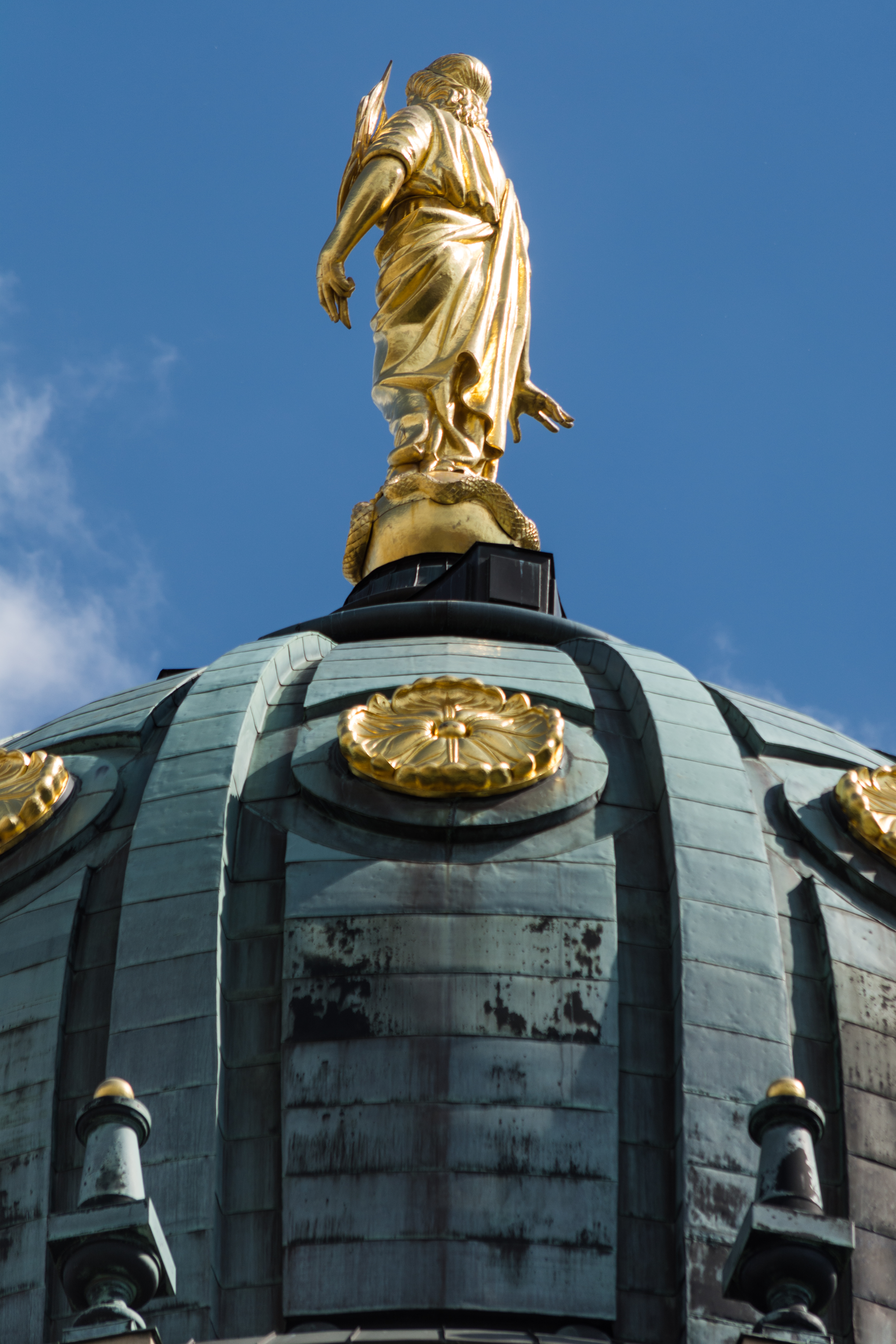
Statue auf der Kuppel

## Nutzung
Der Bau dient seit seiner umfassenden Rekonstruktion in den späten 1990er Jahren als Ausstellungsort für den Deutschen Bundestag. Seit 2002 beherbergt er auf fünf Ebenen die Parlamentshistorische Ausstellung. Sie ist eine Weiterentwicklung der seit 1971 im Reichstagsgebäude und seit 1996 im Deutschen Dom gezeigten Ausstellung Fragen an die Deutsche Geschichte. Die Ausstellung wurde bereits von mehreren Millionen Menschen besucht.

## Literatur

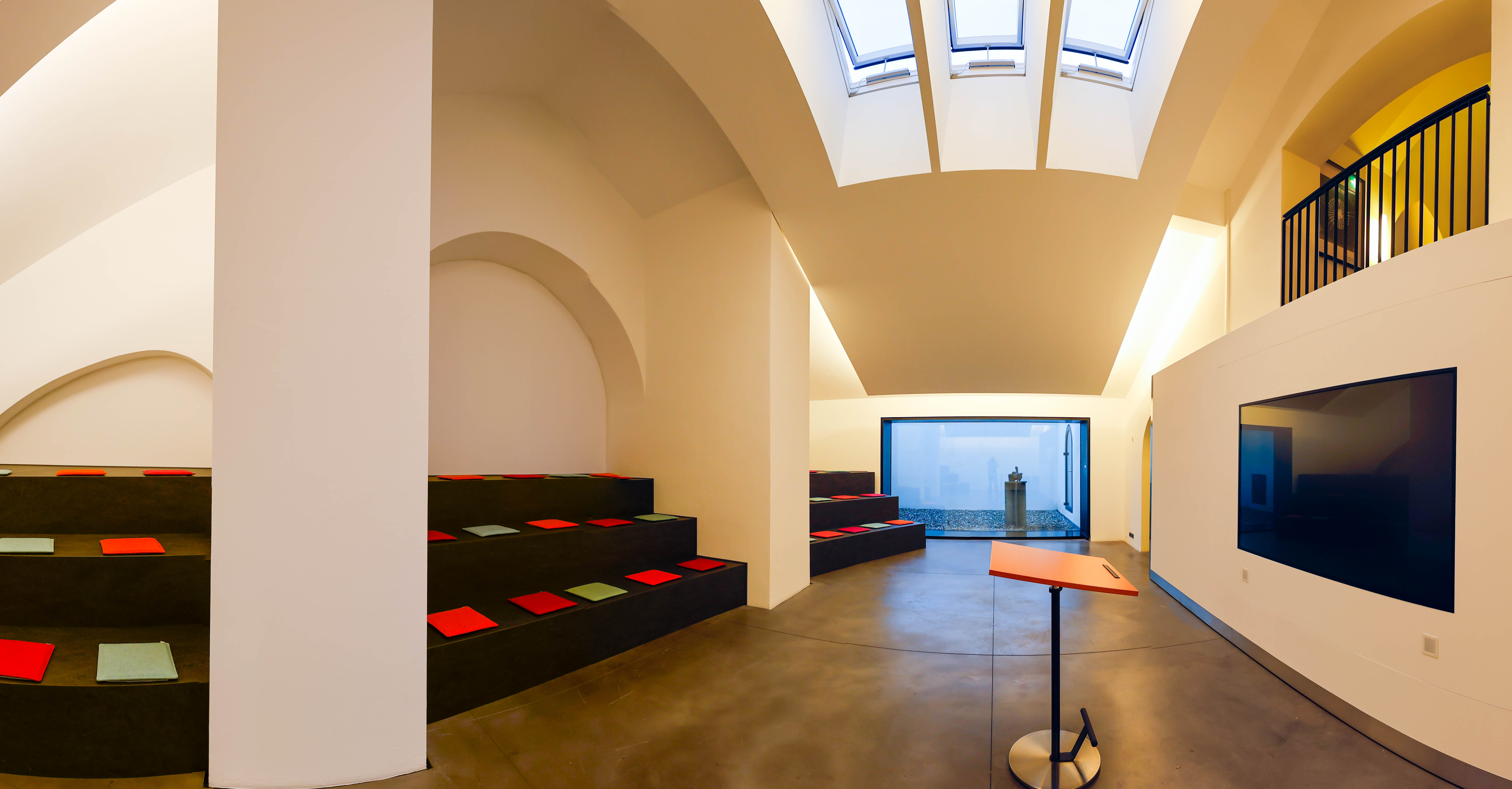
Deutscher Dom, Vortragsraum